# Tittmoning
Tittmoning er en tysk by med 6.151 indbyggere i grænseområdet mellem Tyskland og Østrig. Den ligger ved floden Salzach.
I 1971-1978 blev de tidligere kommuner Kay, Asten, Kirchheim og Törring indlemmet i Tittmoning.
Joseph Alois Ratzinger (den senere Pave Benedikt 16.) boede i Tittmoning fra 1929 til 1932.